# Villa Gustav Lohmann

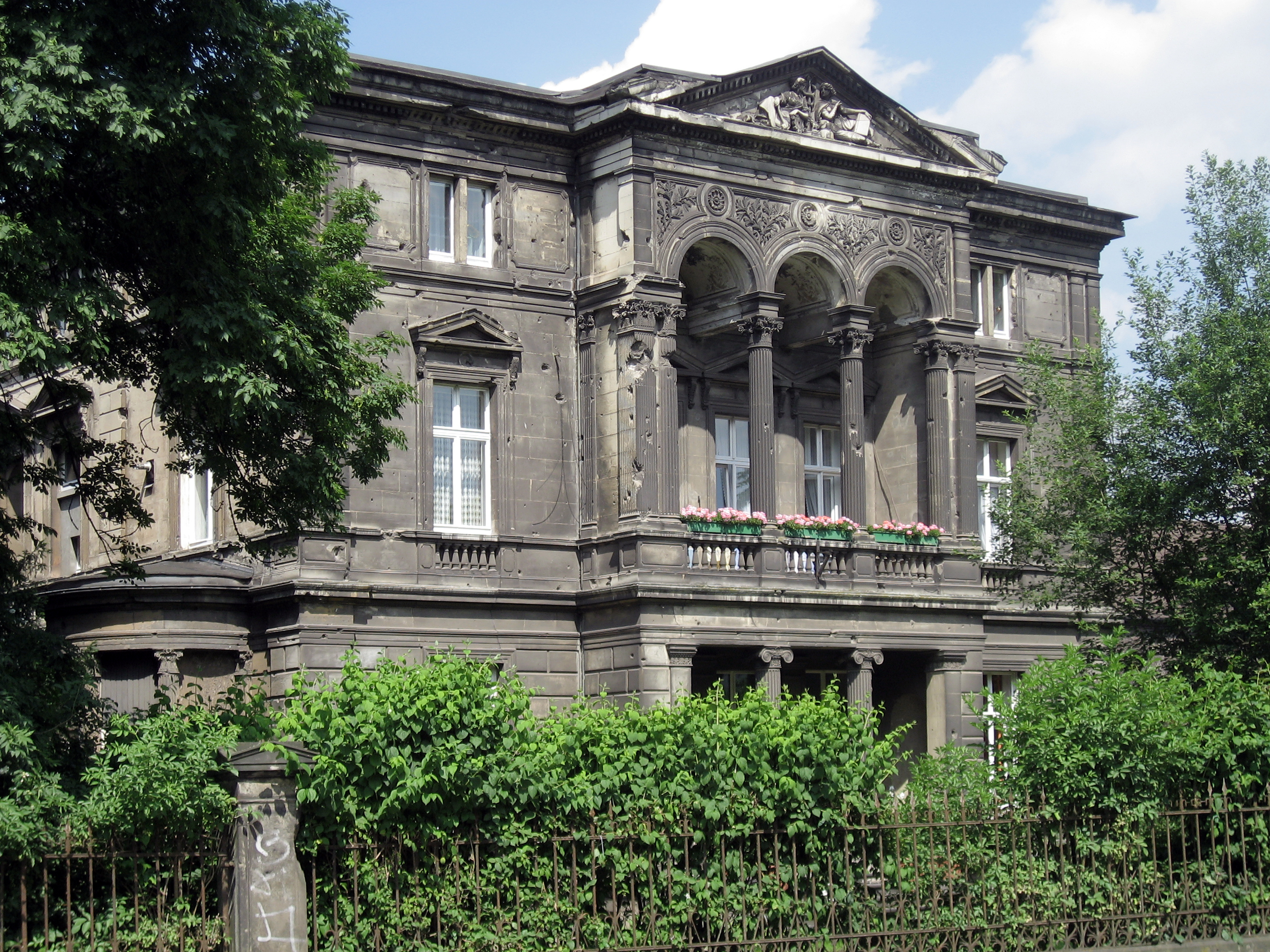
Villa Gustav Lohmann

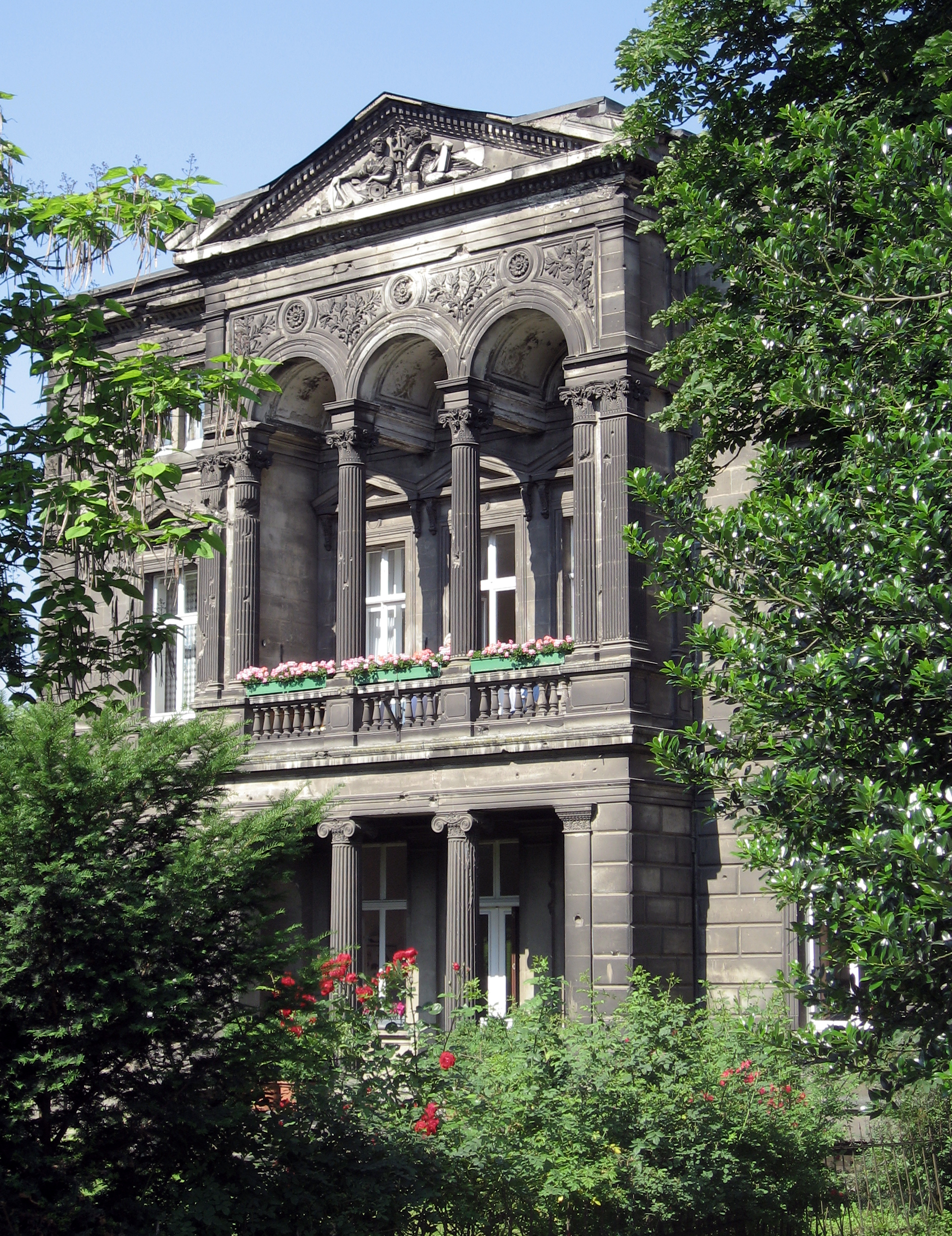
Mittelrisalit

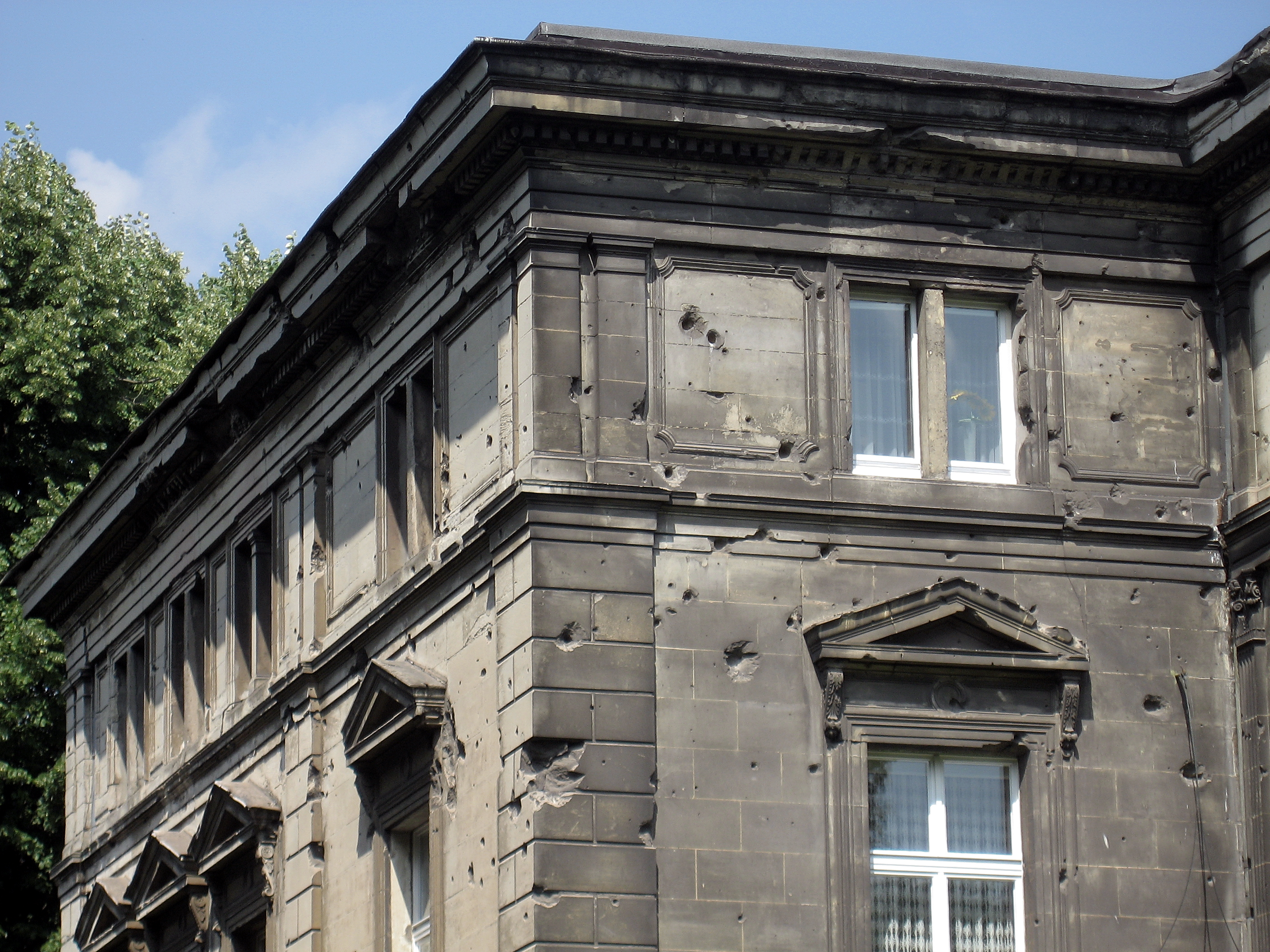
Mezzaningeschoss an der Gebäudeecke

Die Villa Gustav Lohmann ist eine der repräsentativen Unternehmervillen der Familie Lohmann an der Ruhrstraße in Witten, Nordrhein-Westfalen.

## Baugeschichte und Architektur
Das Wohnhaus wurde ab 1873 im Auftrag von Gustav Lohmann (1847–1934) auf dem Grundstück Ruhrstraße 78 erbaut. Der Entwurf ist geprägt von Historismus und „italienischem“ Stil. Die Fassade besteht aus repräsentativem Pariser Sandstein und ist durch fünf Fensterachsen sowie zwei voll ausgebaute und ein Mezzaningeschoss gegliedert. Einen deutlichen Akzent setzt auch der mächtige Mittelrisalit mit Freitreppe und zweigeschossigem Portikus.
Das Haupthaus wurde in direkter Nachbarschaft zur Kornbrennerei der Familie Lohmann angelegt. Gleichzeitig mit dem Hauptgebäude wurden hinter dem Haus ein Gewächshaus sowie ein Gärtner- und Kutscherhäuschen errichtet.
Das Erdgeschoss der Villa diente ursprünglich rein repräsentativen Zwecken. Durch das Portal gelangte man zunächst in ein Empfangszimmer, rechts davon lag das Herrenzimmer, das auch vom Nebeneingang an der rechten Gebäudeseite zu erreichen war. Links bildeten Empfangszimmer, Salon und Speiseraum eine verbundene Raumflucht (Enfilade). In der ersten Etage befanden sich die Privaträume der Familie, alle Arbeitsräume und die Personalunterkünfte befanden sich im Keller, im Mezzaningeschoss oder ganz außerhalb des Gebäudes.
Nach 1882 und nach 1903 wurde das Gebäude im Frontbereich zweimal umgestaltet, vor allem durch Schließung des Podests zur Freitreppe und weitere kleinere Korrekturen der Front.
Etwa 1900 erwarb Wilhelm Dittmann, Begründer des Unternehmens Dittmann & Neuhaus, das Gebäude.
Im Zweiten Weltkrieg wurde das Gebäude stark beschädigt, wobei Dachstuhl und Mezzaningeschoss ausbrannten.
Die Villa steht seit 1985 unter Denkmalschutz. Sie ist Bestandteil der Route der Industriekultur.
Hinter der Villa erstreckte sich ursprünglich ein reich ausgestatteter Landschaftsgarten, der mit geschwungenen Wegen, einem bewegten Geländerelief, weitläufigen Rasenflächen, Baumgruppen, Zierbeeten, einem Teich mit Brücke und einer Grotte ein idyllisches Bild bot. Die Gartengestaltung wurde im Laufe des 20. Jahrhunderts stark vereinfacht, der Teich zugeschüttet.
Im Jahr 2018 wurde das Ensemble aus dem stundenglasförmigen Teich samt Bogenbrücke an der Engstelle und dem daran anschließenden Grottenbauwerk wiederentdeckt und 2019 ebenfalls unter Denkmalschutz gestellt. Die Gartengrotte wurde im Mai 2020 von der LWL-Denkmalpflege, Landschafts- und Baukultur in Westfalen als Denkmal des Monats in Westfalen-Lippe ausgezeichnet.